# Nachtkoekoeksbloem
De nachtkoekoeksbloem (Silene noctiflora) is een eenjarige plant uit de anjerfamilie (Caryophyllaceae). Hij komt voor op licht zandige akkergronden. De plant bereikt een hoogte van 15 tot 45 cm.
De plant heeft een rechtopstaande stengel met grote bladen. Deze zijn bedekt met kleverige klierharen. De bloemen hangen in trosjes paarsgewijs aan het einde van de stengel. Overdag zijn de bloemen opgerold en hebben ze een gele kleur. 's Avonds wanneer het koeler wordt gaan de bloemen open en worden de bleekroze kroonbladen zichtbaar. De plant vormt eivormige zaaddozen na de bloeitijd (juni-september) die zich van boven openen om de zaden te verspreiden.
De plant is bekend als gastheer voor bacteriën die zich kunnen overzetten op gewassen, waaronder op de tabaksplant. 